# Петър Димов
Петър Димитров Димов е български художник.

## Биография
Петър Димов е български художник, роден в Шумен през 1954г. Учи в Университет по изкуствата в Москва. Живее и работи в село Драгоево, област Шумен. Твори в стил наивизъм/примитив и сюрреализъм.
Член на Съюза на българските художници от 1991г. Работи живопис, рисунка, графика, малка пластика и керамика. Редица художествени галерии и частни колекции в Германия, Норвегия, Дания, Франция, Япония, САЩ притежават негови творби. Участва в много национални и международни изложби, наред със самостоятелните. Негови творби са в музейната експозиция Салон за наивистично и интуитивно изкуство в град Белоградчик. Включен в изданието "Съвременни български наивисти" с предговор от доц.Ружа Маринска през 2023г. 

### Творчество
| „ | Живописта на Петър Димов притежава финеса и силата на един образен свят, който носи белега на вечното (непреходното). Съкровена и топла като излъчване, тя съхранява мистерията на докосването до тайните на старобългарския примитив. Оригиналната техника принася усещане за автентичност. Художникът ни поднася в творбите си своите вълнения и размисли. Тази чистота на откровението ги извисява до поетиката на непреходното, на индивидуалното присъствие в изкуството. | “ |

### Изложби
Самостоятелни:
- 1980 – Дом на културата, Губкин, Русия;
- 1985 – живопис, галерия „Елена Карамихайлова“, Шумен;
- 1989 – живопис, рисунка, галерия „Елена Карамихайлова“, Шумен;
- 1990 – Информационен център на комплекса „Създатели на Българската държава“, Шумен;
- 1991 – живопис, галерия „Нант“, Франция;
- 1992 – живопис, галерия „Палас“, Дворец на културата, Варна;
- 1995 – галерия „Стандарт“, София;
- 1997 – живопис, галерия „Витгенщайн“, Виена;
- 1998 – живопис, галерия „Неси“, Бургас;
- 1999 – живопис, галерия „Ирида“, София;
- 1999 – галерия „Артин“, Варна;
- 2001 – живопис, галерия „Артамонцев“, София;
- 2002 – галерия „Де Клинкер“, Риемст, Белгия;
- 2006 – галерия „Де Вин“, Париж;
- 2006 – галерея „Епсилон“, Шумен.
- 2013 – галерия „36“, Киев
- 2014, 2017, 2021 - галерия "Париж", София

Колективни:
- 1991- галерия „Друо“, Париж;
- 1993- галерия „Галиарди 1“, Лондон;
- 1993 – галерия „Галиарди 2“, Торино;
- 1994 – Международен симпозиум по живопис „Боженци“, Габрово;
- 1996 – живопис, Български културен център, Братислава, Словакия;
- 1996 – галерия, Нитра, Словакия;
- 1997 – живопис, Кошице, Словакия;
- 1998 – Международен симпозиум по живопис, Мимировце, Словакия;
- 2000 – проект „Миллениум – 2000“, Нидерландия;
- 2001 – Световна арт-колекция, Диемен, Нидерландия;
- 2001 – Международен симпозиум по графика, Пловдив;
- 2004 – Международно биенале на графиката, Кайро, Египет;
- 2004 – Международен симпозиум по живопис, Албена;
- 2004 – Международно квадринале на живописта, Стара Загора;
- 2006, 2007, 2009 – живопис, галерия „Астри“, София.
- 2012 - Международно квадранале, Стара Загора
- 2020 - Международно квадринале "Митове и легенди за моя народ", Стара Загора
- 2022 - сборна изложба наив в галерия Арт Наив Капана, Пловдив
- 2022 - сборна Коледна изложба в галерия Папийон, Варна
- 2022 - сборна изложба наив, Сен-Жан-Кап-Фера, Франция
- 2023 - сборна изложба наив "Стълбата на ангелите", Съюз на бургаските художници, Бургас
- 2024 – Салон за наивистично и интуитивно изкуство в Белоградчик[1]